# شینمن مونیسای
شینمن مونیسای (به ژاپنی: 新免 無二斎 Shinmen Munisai)؛ همچنین به نام شینمن مونی (新免無二) شهرت دارد. یک رزمی‌کار و متخصص در استفاده از شمشیر و جوت بود. او همچنین پدر بیولوژیک یا (یا پدر خوانده او طبق توضیحات نیتنکی و غیره) رونین معروف میاموتو موساشی بود. مونی شینمن (سال تولد و مرگ نامعلوم) یک شمشیر زن بزرگ در دوره سنگوکو بود. نظریه‌های مختلفی در مورد زندگی او وجود دارد، اما گفته می‌شود که او یکی از اعضای خاندان شینمن، شاخه ای از خاندان آکاماتسو بود.

## روابط با موساشی
میاموتو موساشی در سال ۱۵۸۴ (سال دوازدهم تنشو) در ولایت هاریما (در جنوب غربی استان هیوگو کنونی) به دنیا آمد. در مورد پدرش نظریه‌های مختلفی وجود دارد، اما گفته می‌شود که او در جوانی توسط شمشیرزن بزرگ «شینمن مونی» به فرزندی پذیرفته شد. در سن ۱۳ سالگی، او آموزش کامل شمشیرزنی را آغاز کرد، اما رابطه او با شینمن مونی اغلب پرتنش بود. طبق یکی از نظریه‌ها، او یک بار او مهارت‌های شمشیرزنی شینمن موجی را که در حال تیز کردن خلال دندان بود، مسخره کرد و باعث مشاجره شد. در این زمان شینمن موجی خشمگین می‌شود و شمشیری کوتاه به سمت میاموتو موساشی پرتاب می‌کند که او با آرامش جا خالی می‌دهد. پدرش عصبانی‌تر شد و در نهایت چاقوی دیگری به سمت او پرتاب کرد. آنها اغلب وارد دعواهای شدید پدری فرزندی می‌شدند. او سرانجام خانه پدر و مادرش را ترک کرد و در حین آموزش سامورایی به عنوان یک شمشیرباز به شهرت رسید و به عنوان مهمان یک فئودال در سراسر کشور اقامت کرد. تاریخچه نظامی میاموتو موساشی به‌طور دقیق مشخص نیست، اما با توجه به کتاب پنج حلقه، او در بیش از ۶۰ دوئل بین سنین ۱۳ تا ۲۹ سالگی مبارزه کرد و در همه آنها پیروز شد. او مانند یک کودک وحشی بود و هر فرد قوی‌ای را که می‌یافت به چالش می‌کشید.